# منجم فحم تسول فيرآين

البرج الرئيسي للمنجم فوق بئر 12.

منجم فحم تسول فيرأين أو باختصار تسول فيرأين  (باللألمانية : Zollverein) هو منجم فحم قديم يوجد بالقرب من مدينة إسن في منطقة الروهر بألمانيا. تلك المنطقة من ألمانيا غنية بطبقات الفحم الحجري ولهذا تكثر فيها مناجم الفحم لاستخراجه . توقف العمل في منجم تسول فيرأين خلال الثمانينيات من القرن الماضي، وحولت بلدية مدينة إسن منشأت المنجم إلى صالات متحف، وصالات لإقامة الحفلات . تفتتح المنجم أصلا في عام 1851 وانهى عمله في عام 1986.
تعتبر المنشآت فوق سطح الأرض للمنجم من التراث العالمي كنموذج للمنشآت الصناعية القديمة . وتوجد بالقرب منه مصنعا لتحضير قوالب الفحم بنفس الاسم، وتعتبرهما اليونسكو «الطريق الأوروبي في فن الصناعة» منذ 2001.

## الموقع
يوجد المبنى الرئيسي لمنجم تسول فيرأين والبئر 1/2/8 في شمال مدينة إسن في حي شتوبنبرج . ويري برج المنجم عند المبنى الرئيسي عاليا شامخا من بعيد عل شارع كلزنكيرشنر شتراسه. ويعتبر هو وصلالت مصنع قوالب الفحم الحجري من التراث العالمي .
ويبعد البئر الثاني للمنجم : بئر رقم 3/7/10 على بعد نحو 1 كيلومتر في اتجاه الشرق من البئر الرئيسي، حيث كان الفحم الحجري يستخرج من طبقاته على عمق نحو 800 متر تحت سطح الأرض.
ويبعد البئر الثالث 4/5/11 نحو 2 كيلومتر إلى الشمال.
ويبعد البئر الرابع نحو 1 كيلومتر إعلى الجنوب. وقد اتهى العمل في الحقل الجنوبي تحت الأرض في عام 1979 ، وقامت بلدية مدينة إسن بهدم المنشآت فوق الأرض وقامت بتشجيرها وأصبحت غابة خضراء للتمشية والاستجمام .
مخازن المنجمم كانت توجد في حي إسن-شتوبنبرج وفي مدينة جلزنكيرشن.

## الإنتاج
كانت انتجية المنجم أثناء الحرب العالمية الأولى 4و2 مليون طن سنويا من الفحم الحجري .
وكانت انتاجيته خلال الحرب العالمية الثانية 5و2 مليون طن في السنة .
وبعد الحرب بين عامي 1951 حتى 1986 وصل الإنتاج إلى 3و2 مليون طن سنويا.

## صور إضافية

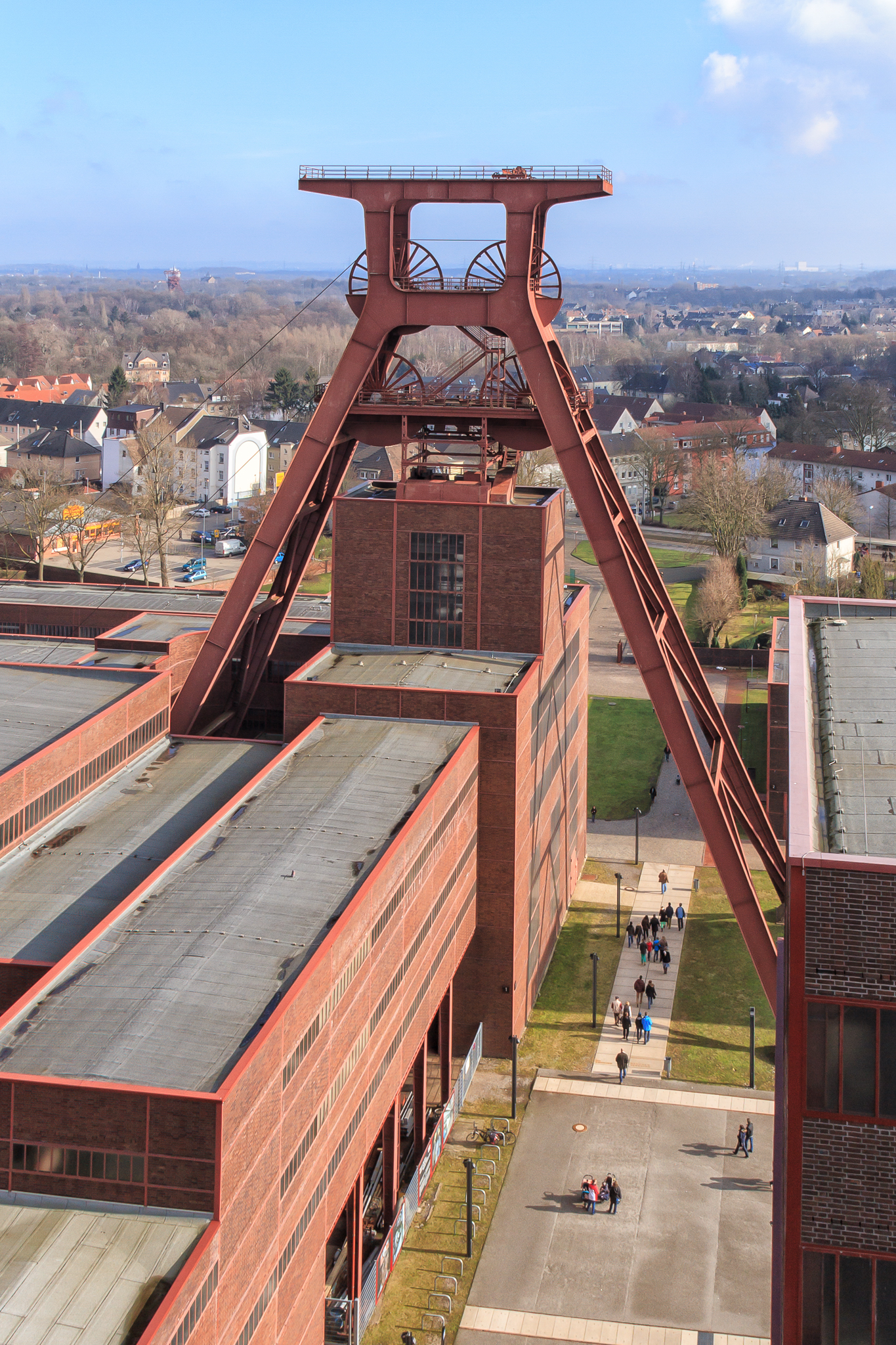
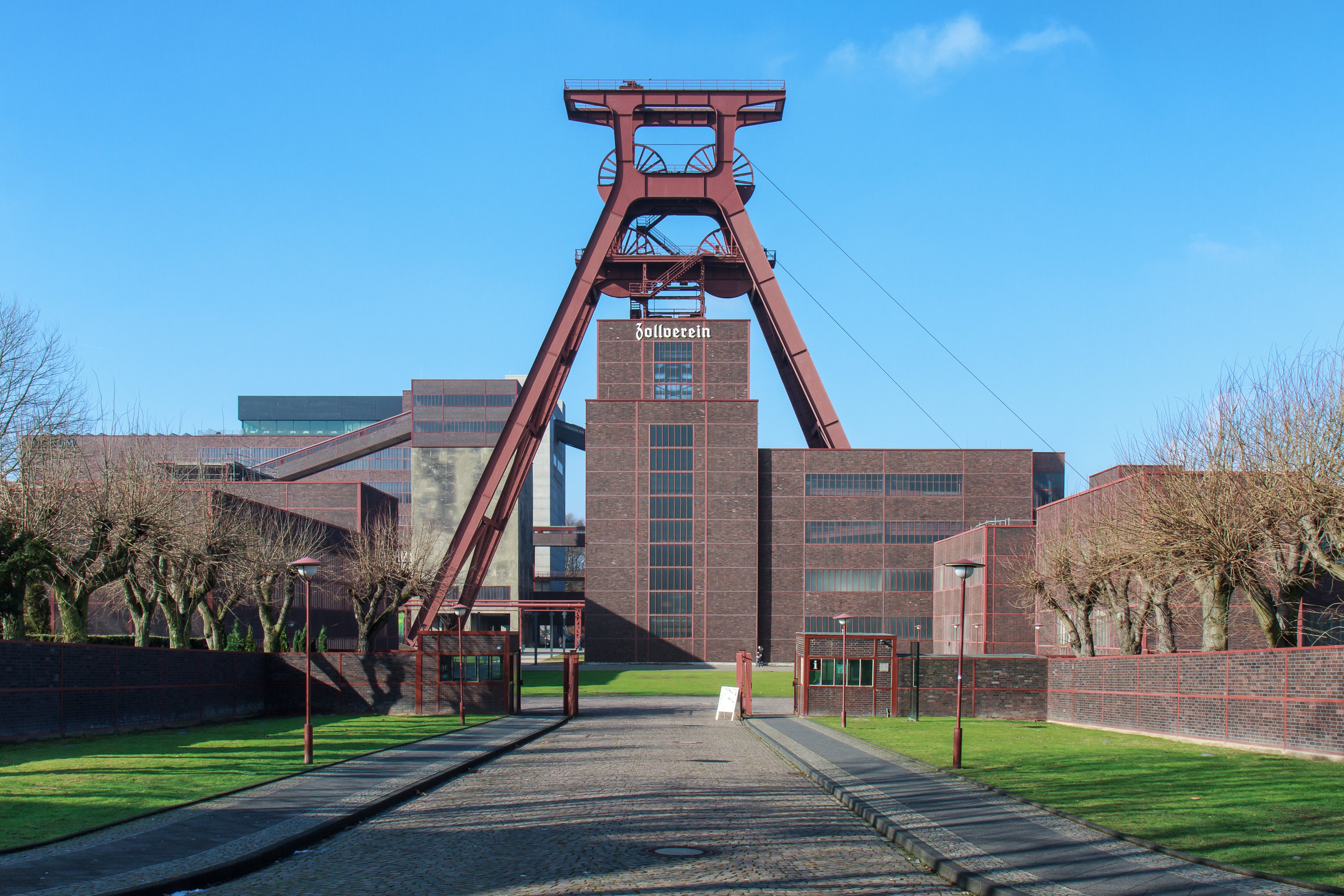
بوابة تسول فيرأين 2013
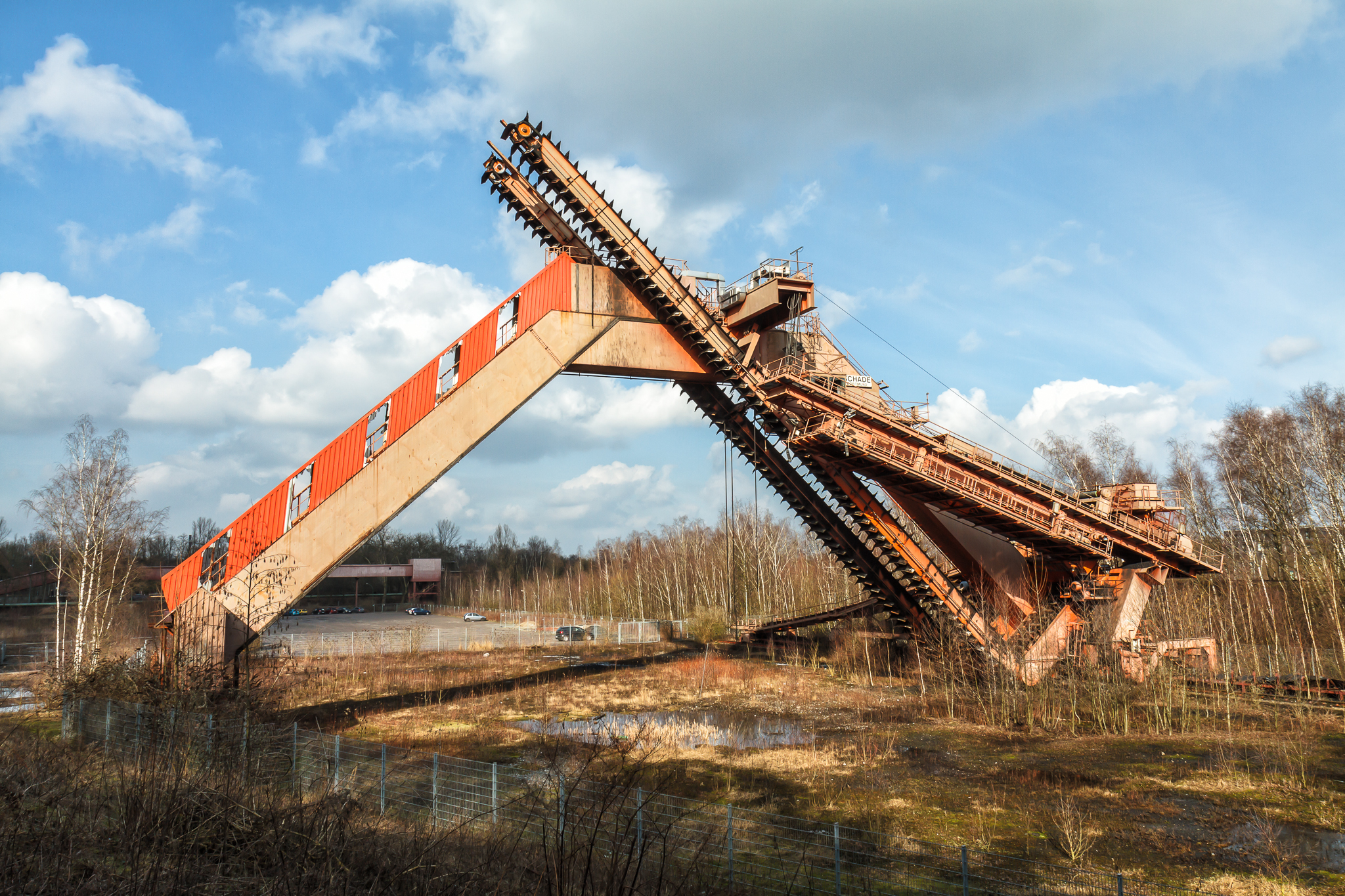
آلة غوستاف شادي
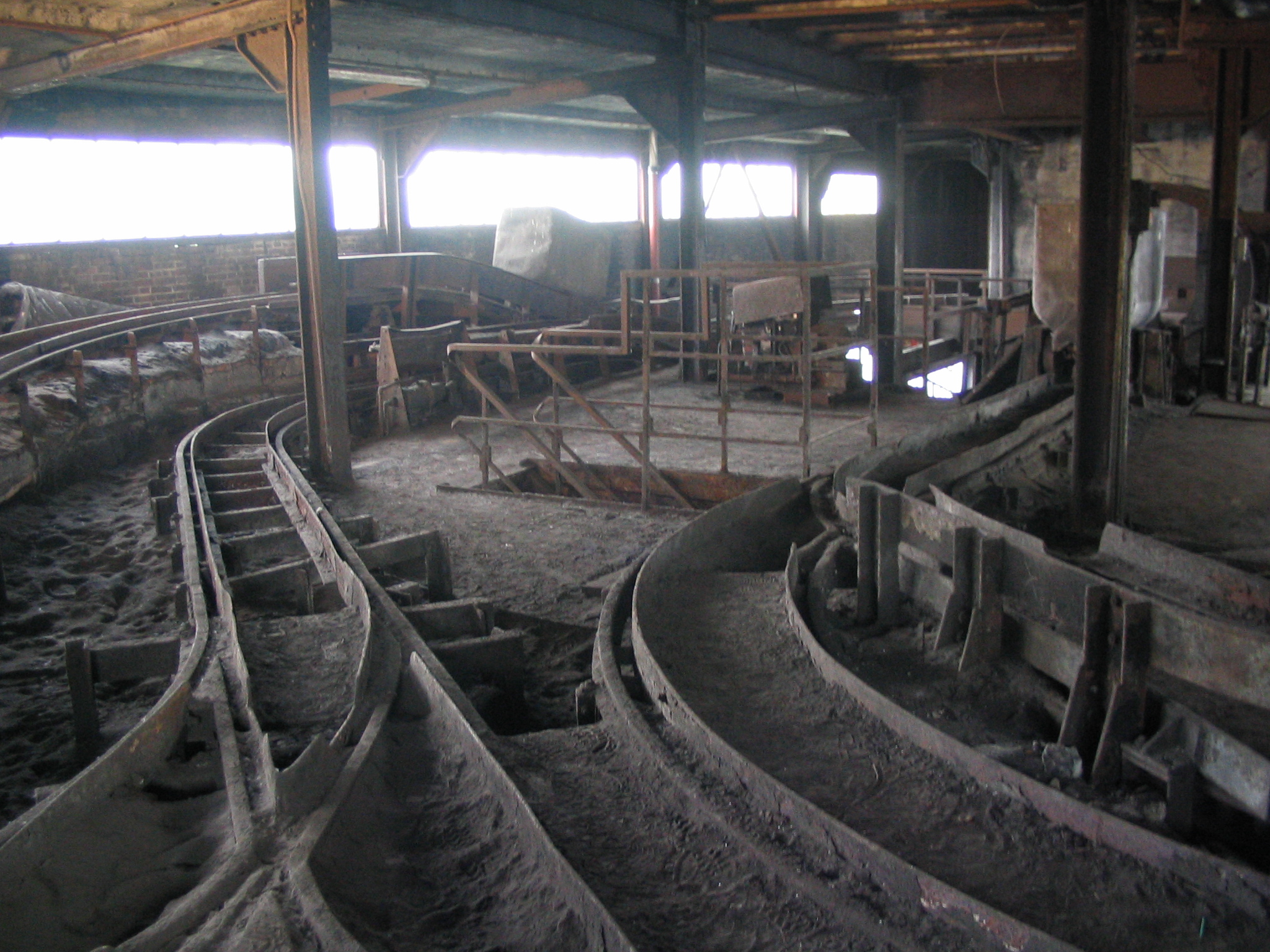
داخل ورش تسول فيرأين
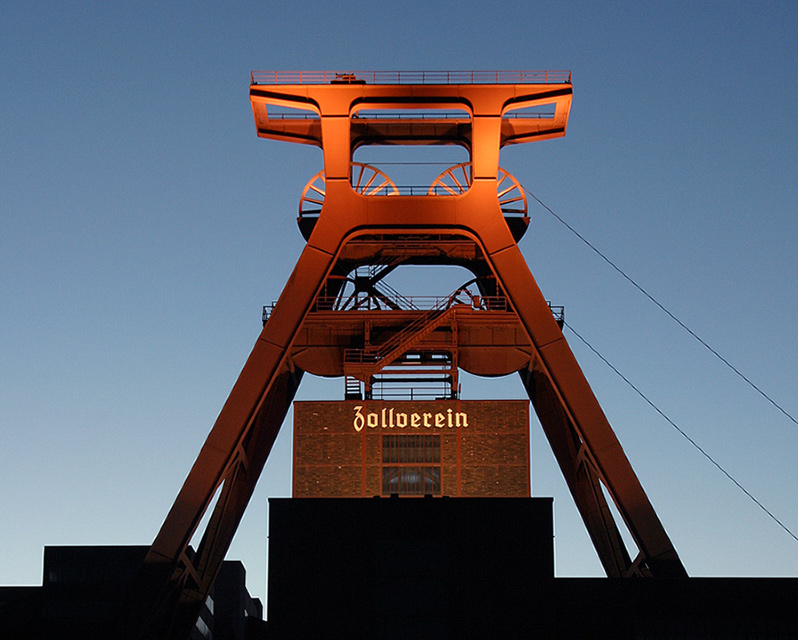
برج البئر 12 مضيئا ليلا 2004
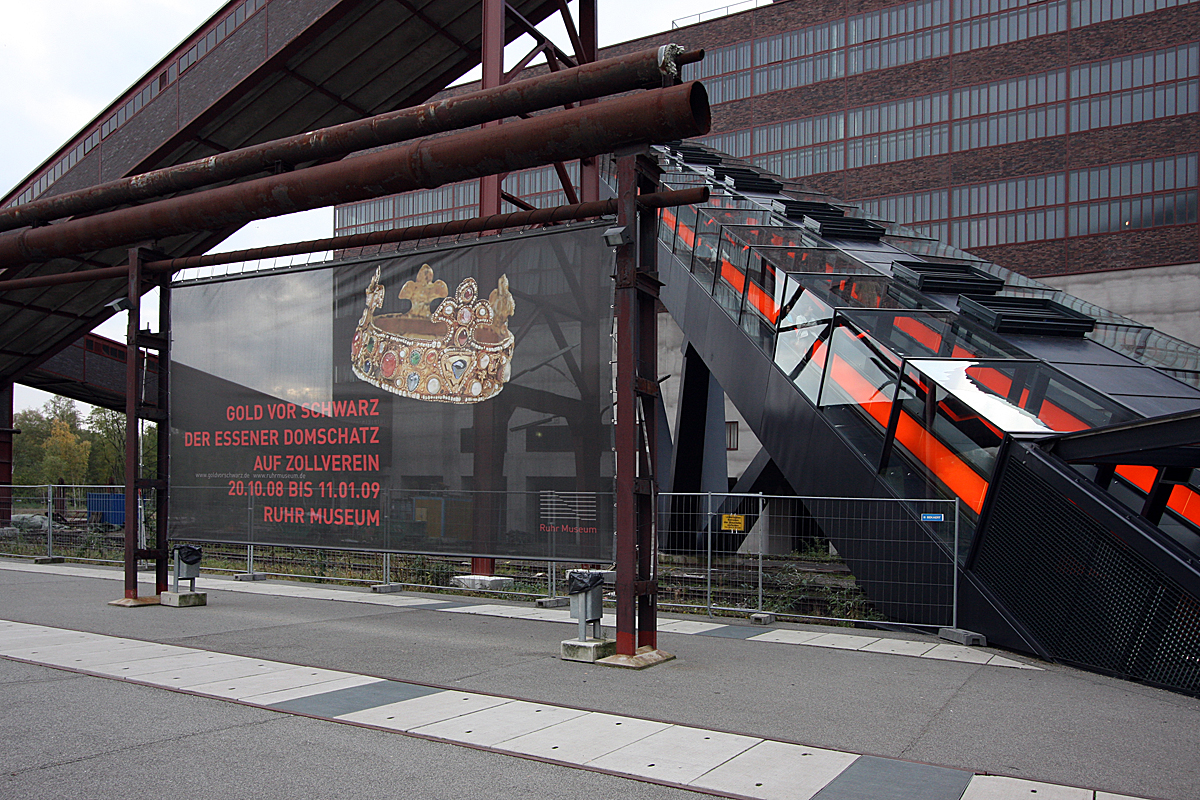
مغسل الفحم الججري ، صالات معارض الآن .
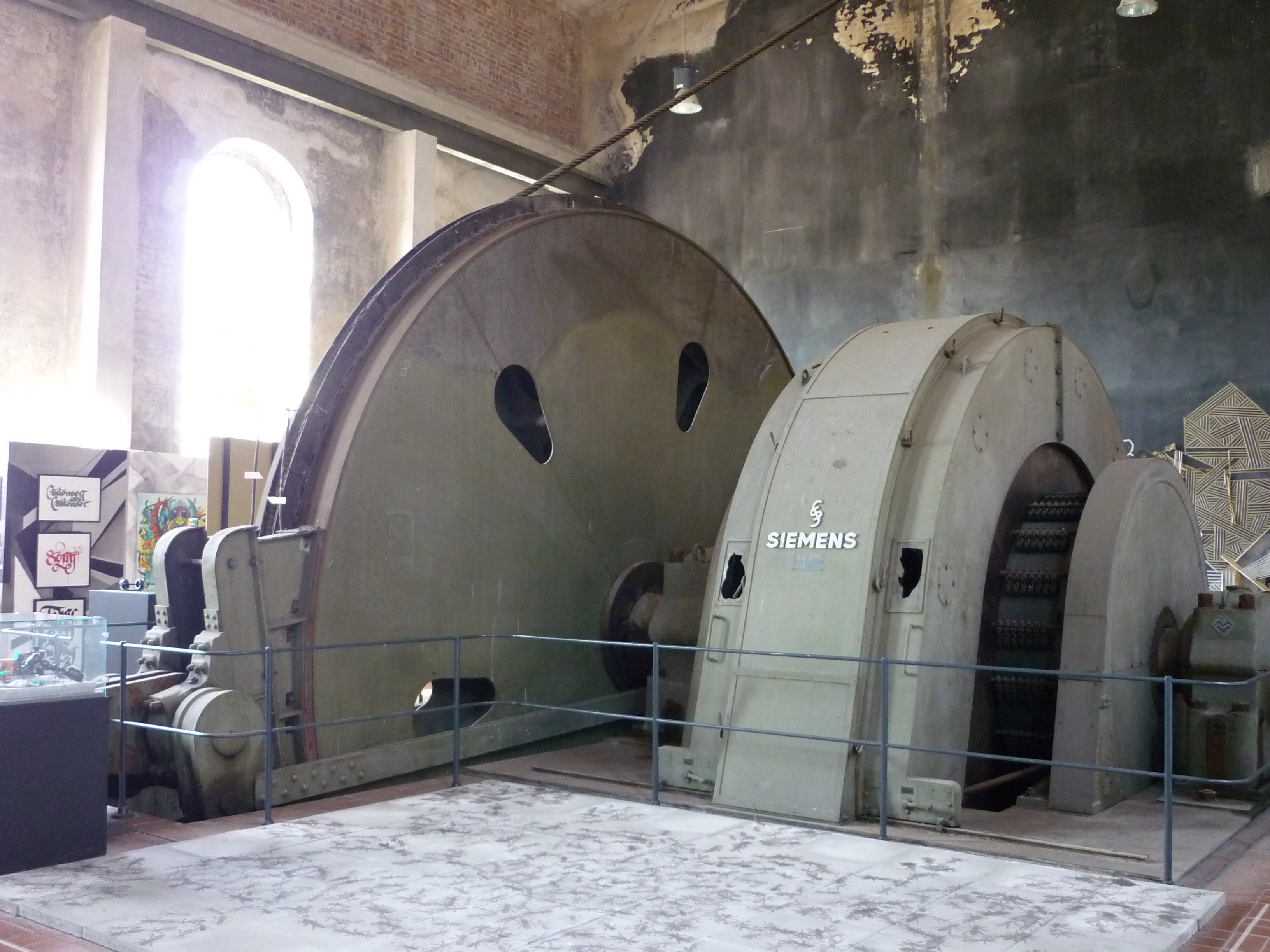
الآلة الكهربائية للرفع من البئر 1

## اقرأ أيضا
- انتاج الغاز الصخري في الولايات المتحدة